# Konrad Behrendt

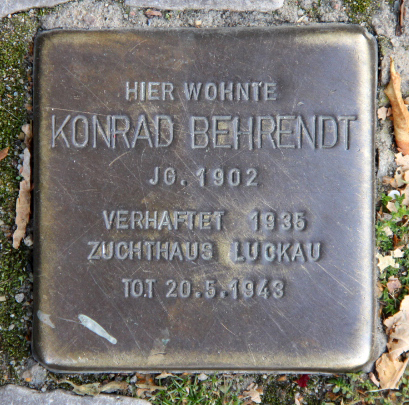
Stolperstein, Hussitenstraße 7, in Berlin-Gesundbrunnen

Konrad Behrendt (* 4. August 1902 in Berlin; † 20. Mai 1943 in Luckau) war ein deutscher Widerstandskämpfer gegen den Nationalsozialismus und Politiker der Kommunistischen Partei Deutschlands (KPD).

## Leben
Behrendt arbeitete bis zum Ende des Ersten Weltkrieges als Industriearbeiter und Bäcker in Berlin. 1924 trat er nach kurzen Mitgliedschaften in der Sozialdemokratischen Partei Deutschlands (SPD) und der Unabhängigen Sozialdemokratischen Partei Deutschlands (USPD) in die KPD ein und wurde Bezirksverordneter in Berlin-Kreuzberg. Behrendt gehörte wie viele Berliner KPD-Funktionäre dieser Zeit zu den Kritikern der Zentralführung der Partei um Ernst Thälmann und unterschrieb im Herbst 1926 den Brief der 700. 
Von 1929 bis 1933 gehörte Behrendt der Berliner Stadtverordnetenversammlung an und war bei der Berliner Verkehrsgesellschaft (BVG) beschäftigt. Dort gehörte er als Betriebsrat dem Aufsichtsrat an. 1932 schloss sich Behrendt der Revolutionären Gewerkschaftsopposition (RGO) an und wurde Organisationsleiter in Berlin-Wedding und Mitglied des Berliner Bezirkskomitees der RGO. Er war maßgeblich am mehrwöchigen BVG-Streik im November 1932 beteiligt.
In der Nacht des Reichstagsbrandes wurde Behrendt verhaftet und bis September 1933 in sogenannter „Schutzhaft“ in Berlin festgehalten. Behrendt unterstützte die KPD auch in der Illegalität und war von Mai 1934 bis zu seiner erneuten Verhaftung am 5. März 1935 am illegalen Kurierdienst der KPD in Berlin beteiligt. Am 29. April 1936 wurde Behrendt vom Volksgerichtshof unter anderem wegen Hochverrat zu acht Jahren Zuchthaus verurteilt. Er war bis zu seinem Tod im Zuchthaus Luckau, den Konzentrationslagern Börgermoor und Esterwegen, dem Zuchthaus Brandenburg-Görden und dann erneut in Luckau interniert. Am 20. Mai 1943 verstarb Behrendt unter nicht geklärten Umständen. Die offizielle Todesursache lautete Lungentuberkulose.